# Nhà thờ Bác Trạch
Đền Thánh Kính Lòng Chúa Thương Xót Bác Trạch (còn gọi là Đền Thánh Bác Trạch, Nhà thờ Bác Trạch) là tên một nhà thờ Công giáo Roma thuộc Giáo phận Thái Bình, Việt Nam. Nhà thờ Bác Trạch nằm ở xã Tây Tiền Hải, tỉnh Hưng Yên, cách nhà thờ chính tòa Thái Bình 23 km đi về hướng đông. Nhà thờ Bác Trạch một trong những nhà thờ đẹp và lớn nhất Việt Nam hiện nay.

## Lịch sử

### Hình thành và phát triển
Khoảng thế kỷ XVII, Bác Trạch được đón nhận Tin Mừng cùng thời với các xứ Kẻ Diền, Kẻ Hệ, Kẻ Mèn, Sa Cát... do các cha thừa sai dòng Tên và dòng Đaminh. Sau khi các thừa sai dòng Tên rời Việt Nam theo lệnh Tòa Thánh, một số giáo họ của Bác Trạch được trao lại cho các cha dòng Đaminh.
Ngày 26/08/1735, dưới thời Lê - Trịnh, cha thánh Phanxicô Tế được cử về coi xứ Kẻ Mèn và xứ Bác Trạch.
Năm 1735, ngôi nhà thờ đầu tiên được xây dựng bằng tường đất, mái rạ. Do đó, năm 1770, ngôi nhà thờ được xây dựng lại. Với quá trình phát triển, ngôi thánh đường xây năm 1770 không đủ đáp ứng nhu cầu sinh hoạt tôn giáo, nhà thờ được xây dựng lại nhiều lần vào các năm: 1880, 1895, 1938.
Năm 2006, cha xứ Augustinô Nguyễn Quang Huy và Giáo xứ khởi công xây dựng ngôi thánh đường mới và là nhà thờ thứ 6 trong lịch sử giáo xứ, ngôi tân thánh đường mới đã được cắt băng khánh thành và cung hiến, đón nhận Sắc phong Đền Thánh Lòng Chúa Thương Xót vào ngày 27/4/2014 do Đức Tổng Giám mục Leopoldo Girelli chủ sự.

## Đặc điểm
Nhà thờ Bác Trạch được khởi công xây đựng ngày 13 tháng 10 năm 2006, sau 7 năm xây đựng nhà thờ được khánh thành ngày 13 tháng 10 năm 2013. Khánh thành quảng trường và cung hiến, đón nhận Sắc phong Đền Thánh Lòng Chúa Thương Xót vào ngày 27/4/2014

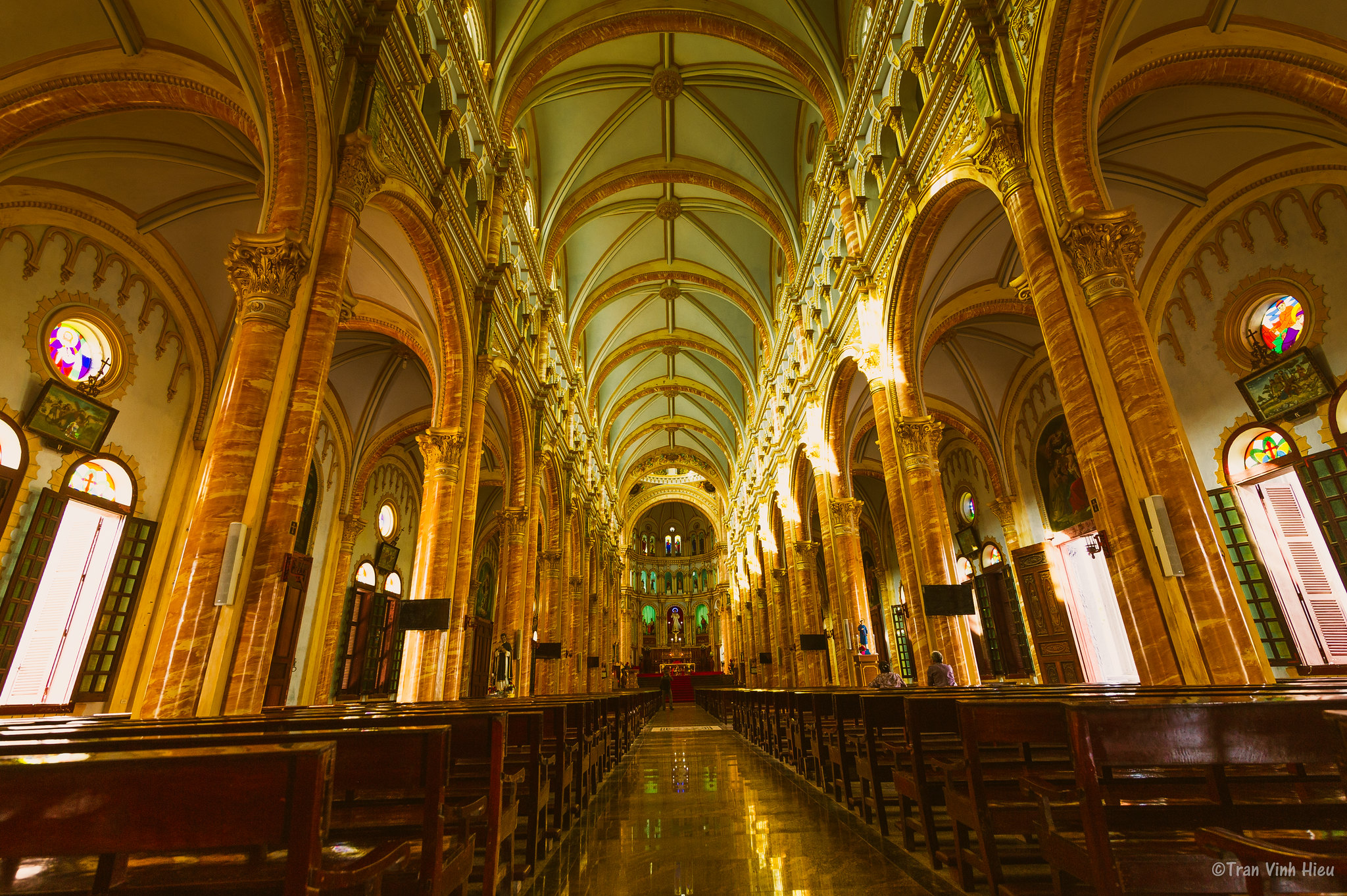
Kiến trúc bên trong nhà thờ

 Nhà thờ được xây dựng theo phong cách Kiến trúc Roman. Nhà thờ có chiều dài 92,5m, chiều rộng: 32m, hai tháp chuông cao 61m và treo bộ chuông gồm 6 quả. Trong đó, quả chuông lớn nhất có trọng lượng là 3 tấn. Đồng hồ treo ở tiền sảnh nhà thờ có đường kính 4 m.

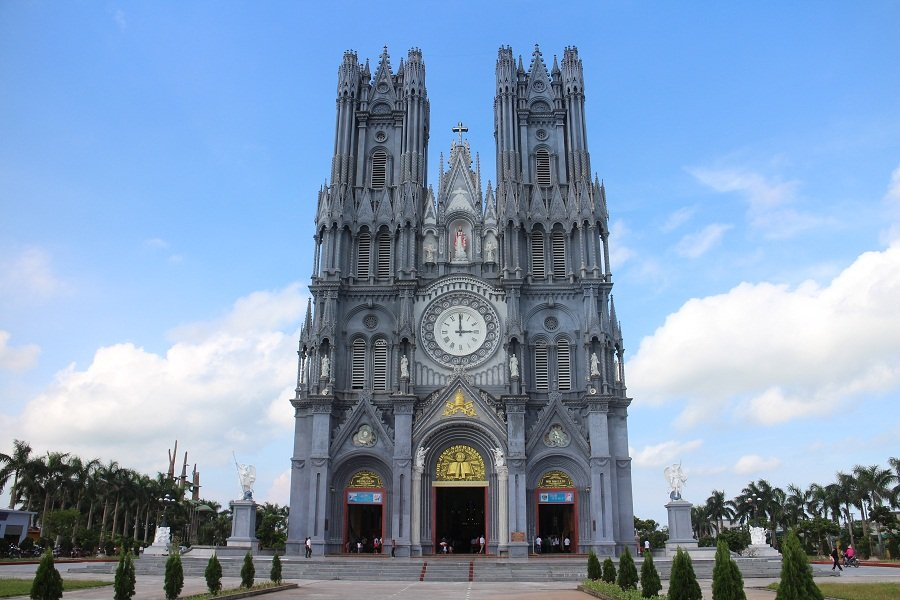
Nhà Thờ nhìn từ quảng trường 2019

Để xây dựng nên nhà thờ phải sử dụng tới 46 vạn gạch, khoảng 350 tấn sắt, hơn 500 tấn vôi, gần 3000 tấn xi măng, 1000 m2 đá các loại, hơn 120 tấm kính tranh; gần 100 tượng tròn, phù điêu các loại cùng nhiều vật dụng, nguyên liệu khác.
Nhà thờ có gần 100 bức tượng, phù điêu và tranh vẽ, cùng với hàng trăm bức tranh vẽ in trên kính; gần chục bộ cửa đại với những hình ảnh các thánh và 100 bộ cửa trong kính ngoài chớp.

## Hình ảnh

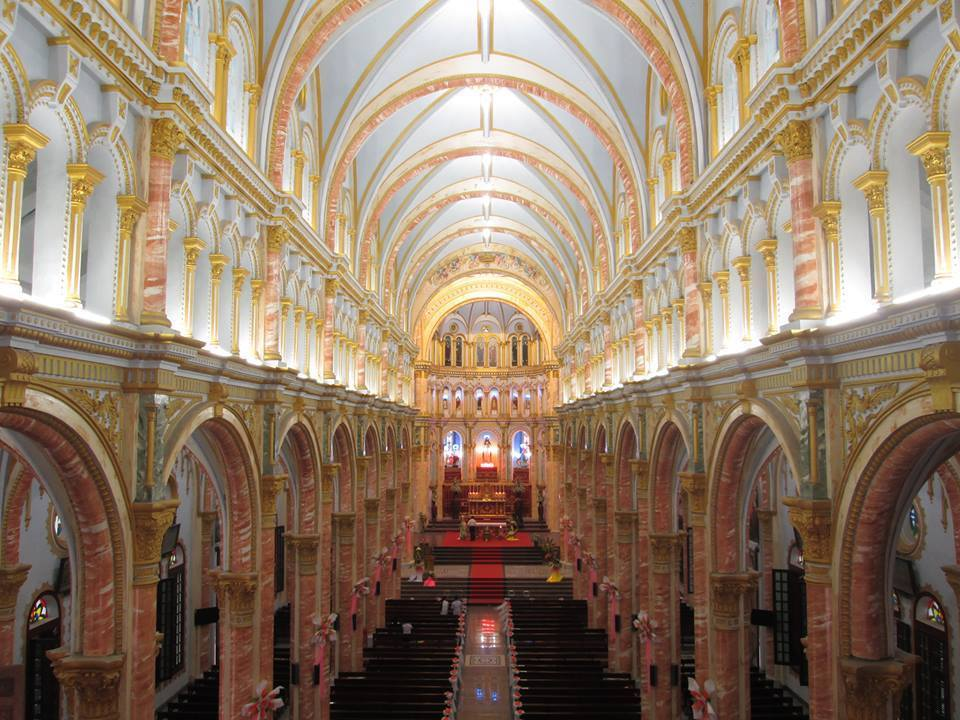
Hình ảnh bên trong nhà thờ
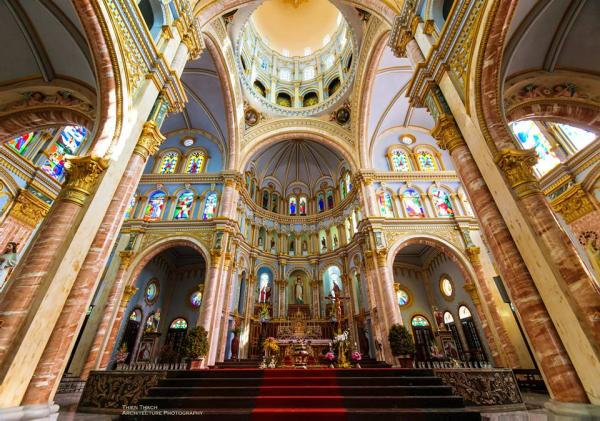
Hình ảnh cung thánh
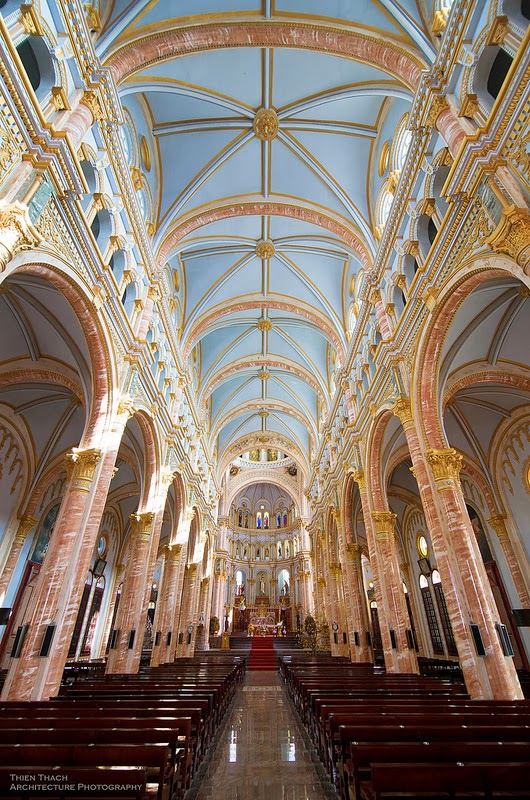
Hình ảnh bên trong nhà thờ
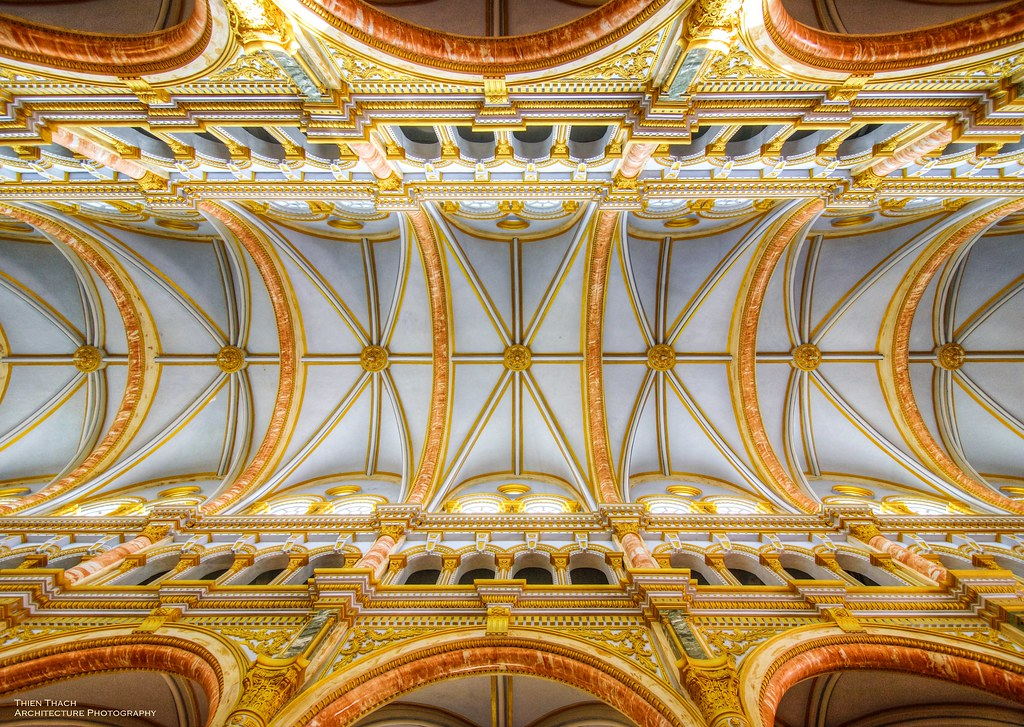
Hình ảnh trần nhà thờ
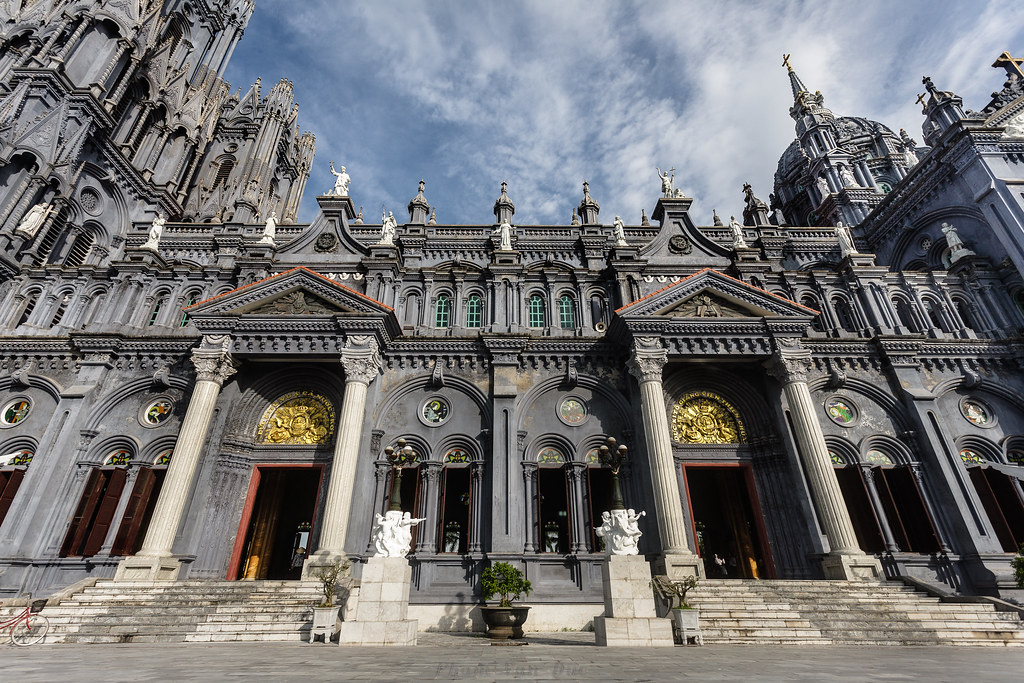
Ảnh bên hông nhà thờ
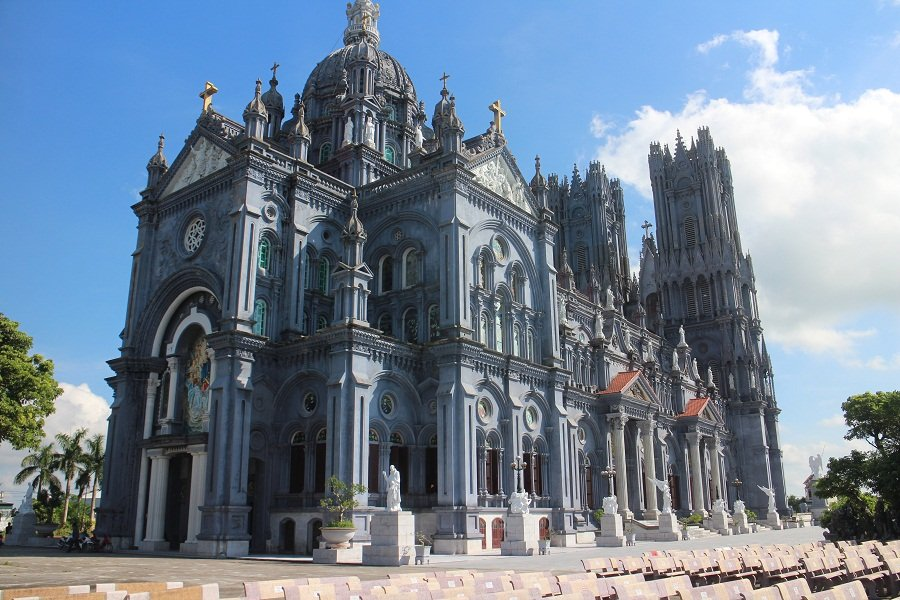
Ảnh phía sau góc nhà thờ
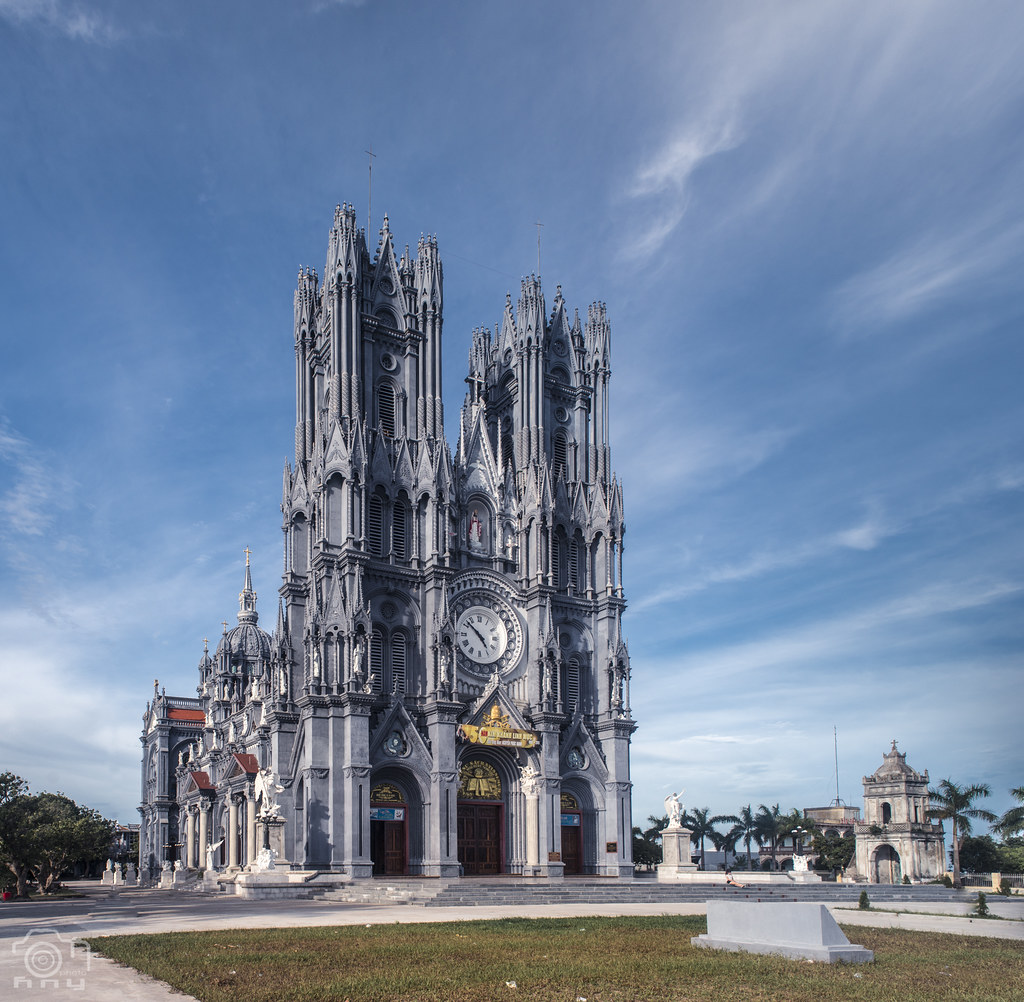
Ảnh từ góc quảng trường nhìn vào